# Гафелпаф

Герб гуртожитку

Кольори Гафелпафу

Гафелпаф (англ. Hufflepuff) — в романах про Гаррі Поттера, один із 4 гуртожитків Гоґвортської школи чарів і чаклунства, названий на честь однієї із засновниць Гоґвортсу — Гельґи Гафелпаф.
Особливі риси учнів цього гуртожитку: доброта, щирість і працьовитість. Чесні, не вміють брехати. Гафелпафці переважно принижуються іншими учнями інших гуртожитків, оскільки сприймаються ними як невдахи. Це пояснюється тим, що за всю історію Гоґвортсу Гафелпаф вигравав Кубок Школи чи Кубок з Квідичу найменшу кількість разів. Працьовиті, відверті, але трапляються й закриті гафелпафці, що буває рідко, радше такими є рейвенкловці.
Засновник: Гелґа Гафелпаф
Декан: викладач гербалогії, професорка Помона Спраут
Примара: Гладкий Чернець
Символ: борсук
Кольори: жовтий і чорний
Розміщення: напівпідвальне приміщення біля кухонь у світлих тонах

## Відомі учні Гафелпафу
| Роки навчання  | Гафелпафці                                          |
| -------------- | --------------------------------------------------- |
| 11 століття    | Гельга Гафелпаф                                     |
| 1910-ті роки   | Ньют Скамандер Гепбіза Сміт                         |
| 1960-ті роки   | Ріта Скіттер                                        |
| 1980-ті роки   | Німфадора Тонкс                                     |
| 1988-1995 роки | Седрік Дігорі                                       |
| 1991-1998 роки | Сьюзен Боунс Ерні Макміллан Анна Ебот Захаріас Сміт |